# Дигитални сигнал
Дигитални сигнал је у електроници ниво напона или струје чија се вриједност може мијењати само у одређеном ограниченом броју стања или корака. Амплитуда сигнала може имати само неки ограничени број вриједности, за разлику од аналогног сигнала.
Примјери дигиталног сигнала су стања прекидача (укључен или искључен), бинарни код у рачунарима (0 или 1), Морзеов код и други.
На слици се види примјер бинарног дигиталног сигнала, са два стабилна стања, ниским и високим. Прелазна стања (ивице) нису дефинисана као дио сигнала, и дигитални уређаји су подешени да их игноришу.
Као предност дигиталног сигнала се може навести већа отпорност на шум и пригушење сигнала.